# Ouarizane
Ouarizane (în arabă ﻭﺍﺭﻳﺯﺍﻥ) este o comună din provincia Relizane, Algeria.
Populația comunei este de 20.069 de locuitori (2008).